# Bastiaan Sjerp

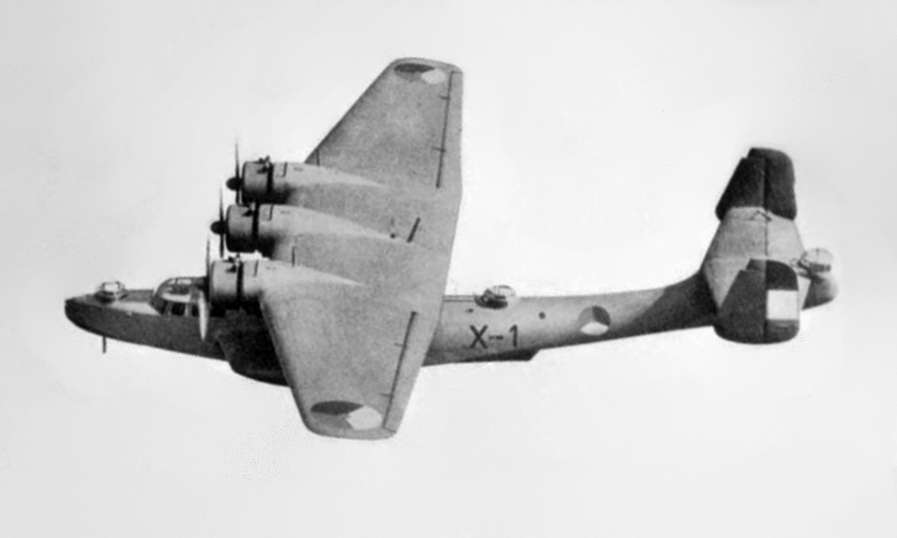
Dornier Do 24 Vliegboot van de Marine Luchtvaartdienst.

Bastiaan Sjerp (Rotterdam, 19 september 1914 - Voorburg, 1 juni 1984) was een Nederlands kapitein-ter-zee vlieger van de Marine Luchtvaartdienst (MLD) en tweemaal gedecoreerd met het Vliegerkruis.

## Loopbaan
Bastiaan Sjerp werd op 19 september 1914 geboren te Rotterdam. Na het behalen van zijn gymnasium B diploma in 1935 koos hij voor een opleiding als vlieger bij de Koninklijke Marine. Van 2 oktober 1935 tot september 1936 was hij geplaatst op het Marinevliegkamp de Kooy en vervolgens tot juli 1937 op het Marinevliegkamp De Mok. Zoals gebruikelijk was in die tijd volgde hierna een plaatsing in Nederlands-Indië en wel op het Marinevliegkamp Morokrembangan te Soerabaja (vanaf 30 augustus 1937). In de daaropvolgende maanden diende hij aan boord van Hr. Ms. De Ruyter. Van 1 januari 1938 tot begin maart 1942 was hij ingedeeld bij verschillende eenheden van de Groep vliegtuigen (GVT), die met name verkenningsvluchten in de Indische archipel uitvoerden.

## Tweede Wereldoorlog - Nederlands-Indië
In augustus 1941 werd hij, inmiddels bevorderd tot officier-vlieger der tweede klasse, aangesteld als commandant van GVT7. In die hoedanigheid verrichtte hij na het uitbreken van de oorlog met Japan op 8 december 1941 onder zware omstandigheden met zijn GVT belangrijk verkenningswerk. Op 17 december 1941 bracht hij als commandant van de Dornier Do 24 vliegboot X-32 de Japanse torpedobootjager Shinonomé nabij het oliestadje Miri in Sarawak tot zinken waarvoor hij per Koninklijk Besluit 8 november 1946 nummer 90 voor de eerste maal onderscheiden werd met het Vliegerkruis. Na de invasie van Java op 1 maart 1942 werd besloten tot evacuatie. Op 2 maart 1942 week Sjerp met de onder zijn commando staande Dorniervliegboten, met zijn vrouw en kind aan boord, uit naar Australië. Het gezin overleefde wonderbaarlijk een Japanse luchtaanval op de uitgeweken vliegboten in de baai van Broome op 3 maart 1942 (zie de Aanval op Broome). Tot juli van dat jaar verbleef Sjerp in Australië. Hij vloog de eerste vlucht van de Netherlands Forces Intelligence Service (NEFIS) uit, met als bestemming Nederlands-Nieuw-Guinea. Sjerp volgde met andere MLD-vliegers vanaf 5 september 1942 tot november 1942 een opleiding op Amfibie-Catalina’s bij Corpus Christi (Royal Netherlands Military Flying School) in de Verenigde Staten. De eerste Catalina’s, waaronder één onder commando van Sjerp, vertrokken op 17 november 1942 van Corpus Christi om na een reis van bijna twee maanden in China Bay, Ceylon, aan te komen. In 1943 opereerde hij met het 321 Dutch Squadron RAF vanuit deze basis in de Indische Oceaan en nabij Afrika waarbij met name konvooibescherming (vooral nachtvluchten), onderzeebootbestrijdingsoperaties en verkenningen werden uitgevoerd.

### Detachering in het het Verenigd Koninkrijk
Op 15 oktober 1944 werd Sjerp overgeplaatst naar Groot-Brittannië om daar met de B-25 Mitchell bommenwerper vertrouwd te raken. Op 21 februari 1945 volgde zijn detachering bij het Britse 226 Squadron RAF. Een van deze missies was het ’vergissingsbombardement’ op het Bezuidenhout in Den Haag op zaterdag 3 maart 1945. Vanaf 21 maart 1945 diende hij bij het 320 Dutch Squadron RAF, dat doelen op het Europese continent bombardeerde. Zelfs maakte hij op 10 juni 1945 nog een demonstratievlucht voor de Russische maarschalk Zjoekov. Voor zijn totale verrichtingen in de Tweede Wereldoorlog ontving hij op 7 maart 1947 zijn tweede Vliegerskruis. In oktober 1945 werd Sjerp geplaatst bij het Royal Naval Air Station om zich in te werken in het vliegen met Firefly-jachtvliegtuigen, die vanaf vliegkampschepen konden opereren.

## Politionele Acties
Eind 1946 werd Sjerp weer in Nederlands-Indië op vliegkamp Morokrembangan gedetacheerd, waar hij als chef vlieger in 1947 vice-admiraal A.S. Pinke vloog tijdens diens inspectiereis door de Grote Oost (vanaf 17 april 1947). Per Koninklijk Besluit van 8 november 1946 nummer 20 werd Sjerp voor de tweede maal onderscheiden met het Vliegerkruis, vanwege 70 oorlogsvluchten in de Indische Oceaan en 35 oorlogsvluchten in Europa. Sjerp nam deel aan operationele vluchten in het kader van de Eerste Politionele Actie in juli 1947, waaronder ook een vlucht met generaal-majoor W.J.K. Baay en een transportvlucht met mariniers op Bali. Daarnaast functioneerde hij als stafofficier operaties voor de commandant MLD en het Algemeen hoofdkwartier te Batavia. Eind 1947 werd hij aangesteld als Commandant van het Oostelijke Verkennings- en Transport Squadron. In 1948 was hij hoofdzakelijk betrokken bij de planning van operaties.

## Naoorlogse Loopbaan
Na de soevereiniteitsoverdracht aan de Republiek Indonesië werd Sjerp in 1950 gedetacheerd op het Marinevliegkamp Valkenburg, waar hij in 1952 in functie was als stafofficier organisatie en planning en vanaf 1953 als commandant van het 320 squadron. Van 1954 tot 1956 volgde een plaatsing in Nederlands-Nieuw-Guinea als commandant van de basis te Biak. In 1956 werd hij voor anderhalf jaar toegevoegd aan de staf van de opleiding Hogere Krijgskundige Vorming te Den Haag; eveneens in die tijd volgde een bevordering tot kapitein-luitenant-ter-zee vlieger. Eind 1958 werd Sjerp aangesteld tot commandant van Marinevliegkamp de Kooy en vanaf 21 juni 1961 tot 2 februari 1962 in de rang van kapitein-ter-zee vlieger als commandant van Marine Vliegkamp Valkenburg. Aansluitend vervulde hij het Commando Marine Luchtvaartdienst tot het ingaan van zijn functioneel leeftijdsontslag op 1 oktober 1964. Sjerp overleed op 1 juni 1984 te Voorburg.